# 石川眞男
石川 眞男（いしかわ まさお、1953年1月11日 - ）は、日本の政治家、司法書士、行政書士。群馬県佐波郡玉村町長（2期）。元玉村町議会議員（5期）。

## 来歴
群馬県佐波郡玉村町箱石生まれ。玉村町立芝根中学校卒業。1971年（昭和46年）、群馬県立伊勢崎工業高等学校機械科卒業。1973年（昭和48年）、日本精工前橋工場を退社。1977年（昭和52年）、日本大学法学部法律学科卒業。
1984年（昭和59年）、司法書士を開業。行政書士の資格も得る。
2001年（平成13年）、玉村町議会議員に初当選。
2017年（平成29年）10月1日に行われた町議選で5期目の当選。
2018年2月、旧・立憲民主党に参加するために角田義一元参院副議長らと共に民進党群馬県総支部に離党届を提出。その後、旧・立憲民主党に所属した。
2019年（平成27年）11月29日、任期満了に伴う玉村町長選挙に立候補する意向を表明。
2020年（令和2年）1月26日に行われた町長選挙に立候補。自民党佐波郡支部の推薦と公明党の支援を受けた現職の角田紘二を小差で破り、初当選を果たした。2月1日、町長就任。
※当日有権者数：29,922人 最終投票率：42.25%（前回比：－2.85pts）
| 候補者名 | 年齢 | 所属党派 | 新旧別 | 得票数  | 得票率 | 推薦・支持               |
| -------- | ---- | -------- | ------ | ------- | ------ | ------------------------ |
| 石川眞男 | 67   | 無所属   | 新     | 6,441票 | 51.71% |                          |
| 角田紘二 | 77   | 無所属   | 現     | 6,016票 | 48.29% | （推薦）自民党佐波郡支部 |